# 自由の日 (映画)
『自由の日』（じゆうのひ）、ないし、『自由の日! – 我らの国防軍』（じゆうのひ われらのこくぼうぐん、ドイツ語: Tag der Freiheit: Unsere Wehrmacht）は、『信念の勝利』、『意志の勝利』に続いてレニ・リーフェンシュタールが監督した、3本目のドキュメンタリー映画。この作品は、1935年にニュルンベルクで開催された第7回のナチ党党大会を記録したものであり、ドイツ国防軍に焦点を当てたものであった。
『自由の日!』は、第二次世界大戦が終結した時点で、失われた映画と考えられていたが、1970年代に、不完全なプリントが発見され、残された内容から、リーフェンシュタールが『意志の勝利』（1934年）における手法を再び用いながら、後に『オリンピア』（1938年）において一層大胆に用いられた手法の先駆となるような、より表現主義的なシークエンスも盛り込まれていたことが明らかになった。

## あらすじ
1935年、当時のドイツの軍隊記念日にニュルンベルクで挙行された式典で披露された、模擬戦闘の模様が映される。カメラは、早朝のテント村における準備から兵士たちを追い、彼らが歌いながら巨大な行進の会場へと進む行軍を捉え、会場では歩兵、騎兵、航空機、対空火器や、初めて披露される新型の秘密戦車（I号戦車）などを動員したミニチュア版の戦闘がヒトラーや何千何万人もの観衆の前で披露される。
映画の最後には、「ドイツの歌」に合わせて、ナチスの旗のモンタージュと、ドイツ軍の複葉戦闘機が鉤十字の形に編隊を組んで上空を飛んでゆくショットが映し出される。

## 背景
『意志の勝利』において軍の描かれ方が最小限にとどまっていたことにドイツ国防軍の将軍たちの一部が抗議の声を上げたとき、ヒトラーは「芸術的」妥協策として、映画の冒頭で「総監」していた将軍たちの列をカメラがゆっくりと映し出し、ひとりひとりの名を表示するという案を出した。リーフェンシュタール自身の証言によれば、彼女はこの提案を大胆に拒否し、『意志の勝利』の芸術性を自分が握ることを貫いた。彼女は、1935年の党大会映画を手がけることには同意し、もっぱら国防軍のことを取り上げて撮ったものが『自由の日!』となった。